# Deinococcus radiodurans
Deinococcus radiodurans (prijašnjeg naziva Micrococcus radiodurans) je ekstremofilna bakterija, i jedan od organizama s najvećom poznatom radiootpornošću: Dok je doza od 10 Gy dovoljna da ubije čovjeka, a doza od 60Gy dovoljna da pobije sve stanice u kulturi E. coli, bakterija D. radiodurans je u stanju izdržati dozu od čak 5,000 Gy nimalo ne gubeći sposobnost preživljavanja, dok dozu od 15,000 Gy preživljava 37%   bakterija u ozračenom uzorku.
D. radiodurans je u stanju preživjeti i vrućinu, hladnoću, dehidraciju, vakuum i kiselinu.